# Јасер ел Мосајлем
Јасер Абдулах ел Мосаилем (арап. ياسر المسيليم‎; Ал Хаса, 27. фебруар 1984) професионални је саудијски фудбалер који игра на позицији голмана за ФК Ал Ахли Џеда и фудбалску репрезентацију Саудијске Арабије.

## Каријера
Каријеру је започео у ФК Хаџер, да би након тога 2005. године прешао у ФК Ал Ахли Џеда, где играо на позицији голмана до данас. За репрезентацију Саудијске Арабије заиграо је први пут 2007. године, а у мају 2018. позван је да игра на Светском првенству у фудбалу 2018. године у Русији.

### Статистика каријере
Статистика до 25. јуна 2018.
| Саудијска Арабија | Саудијска Арабија | Саудијска Арабија |
| Год               | Ута               | Гол               |
| ----------------- | ----------------- | ----------------- |
| 2006              | 3                 | 0                 |
| 2007              | 14                | 0                 |
| 2008              | 1                 | 0                 |
| 2009              | 1                 | 0                 |
| 2010              | 0                 | 0                 |
| 2011              | 0                 | 0                 |
| 2012              | 2                 | 0                 |
| 2013              | 0                 | 0                 |
| 2014              | 0                 | 0                 |
| 2015              | 0                 | 0                 |
| 2016              | 5                 | 0                 |
| 2017              | 4                 | 0                 |
| 2018              | 3                 | 0                 |
| Укупно            | 33                | 0                 |

## Успеси и признања

### Ал Ахли Џеда
- Куп Федерације Саудијске Федерације: 2006/07
- Куп престолонаследника: 2006/07, 2014/15
- Гулф куп: 2008
- Краљевски куп: 2011, 2012, 2016
- Саудијска професионална лига: 2015/16
- Саудијски супер куп: 2016

### Репрезентација Арабије
- АФК азијски куп: 2007 - другопласирани